# La modella (Amisani)
La modella è un dipinto a olio su tela (36 x 52,5 cm) realizzato a Portofino nel 1930 dal pittore italiano Giuseppe Amisani, fa parte della collezione dei Musei civici di Pavia presso il Castello Visconteo di Pavia.

## Descrizione
Il dipinto di Giuseppe Amisani, ritrae un'immagine di una modella iconica per la nascita della moda milanese.